# Jacobaea trapezuntina
Jacobaea trapezuntina là một loài thực vật có hoa trong họ Cúc. Loài này được (Boiss.) B.Nord. mô tả khoa học đầu tiên năm 2007.